# Andrea Salvadori (calciatore)
Andrea Salvadori (Empoli, 8 aprile 1961) è un ex calciatore italiano.

## Carriera
Difensore utilizzato come esterno sinistro, cresce tra le file dell'Empoli, con cui debutta in Serie C1, disputandovi due campionati.
Nel 1980 passa al Catanzaro, dove ha la possibilità di esordire in Serie A e di giocarvi per tre stagioni, l'ultima delle quali culminata con la retrocessione in Serie B.
Dopo una breve parentesi alla SPAL ritorna ad Empoli, nel campionato cadetto, conquistando la promozione in Serie A, categoria in cui gioca per altri due anni.
Viene ceduto all'Atalanta, con la quale ha la possibilità di giocare in Coppa delle Coppe, prima di fare nuovamente ritorno all'Empoli nella stagione successiva.
Si trasferisce quindi a Catania, in serie C1, dove resta per tre stagioni, dopodiché conclude la propria carriera con le squadre toscane di Prato (Serie C2), Signa (Promozione) e Scandicci (Eccellenza Toscana).